# Kamp Tigri
Kamp Tigri of Camp Jaguar is een kampement en vliegbasis in het Tigri-gebied. Het ligt in een gebied dat wordt betwist door Suriname en Guyana.
Kamp Tigri werd in 1968 aangelegd door de Defensie Politie. Op 19 augustus 1969 was er een vuurgevecht tussen de Defensie Politie en de Guyana Defence Force waarbij Camp Tigri werd veroverd. De naam van de basis werd gewijzigd in Camp Jaguar. Het kamp bevindt zich ongeveer 4 kilometer ten noorden van het dorp Kasjoe-eiland.

## Geschiedenis
Het conflict over het Tigri-gebied dateert van 1871. Het Verenigd Koninkrijk was van mening dat de Koetari de grens was, en Nederland meende dat de Nieuwe Rivier de grens was.:327 Er volgden verschillende onderhandelingen, maar de status quo bleef gehandhaafd. In 1961 werd de Coeroenie Airstrip door Suriname aangelegd op de grens van het Tigri-gebied.:328
Op 26 mei 1966 werd Brits-Guiana onafhankelijk als Guyana, en de oorspronkelijk goede relatie tussen Suriname en Guyana verslechterde snel. In juni 1966 werden de onderhandelingen tussen Nederland, Guyana en het Verenigd Koninkrijk over het grensconflict afgebroken.
In 1967 arriveerden Surinaamse werklieden van het Bureau Waterkrachtwerken in het Kamp Oronoque (2° 43′ NB, 57° 28′ WL), een kamp aan de Oronoque rivier dat in 1936 was gebouwd, om een stuw te bouwen. Op 10 december 1967 landde een watervliegtuig. De piloot vertelde de werklieden dat ze zich op Guyaans grondgebied bevonden, en moesten vertrekken. De opmerking werd genegeerd en de piloot vertrok weer. Op 12 december verschenen vier bewapende agenten van de Guyaanse politie, en sommeerden de werklieden het gebied te verlaten.
De Suriname regering vroeg militaire steun aan Nederland, maar die werd geweigerd. In 1968 werd de Defensie Politie opgericht door Jopie Pengel die voornamelijk bestond uit voormalige soldaten van de Troepenmacht in Suriname (TRIS). Er werden vier kampen gebouwd waaronder Kamp Tigri bij een stroomversnelling van de Corantijn. Op 19 augustus 1969 landden twee vliegtuigen met manschappen van de Guyana Defence Force (GDF) in de buurt van het kamp. Er volgde een vuurgevecht waarbij geen doden of gewonden waren gevallen, maar Margo van Dams werd gevangen genomen. De GDF veroverde het kamp en wijzigde de naam in Camp Jaguar. Van Dams werd later weer vrijgelaten.
Het bestaan van Camp Jaguar was altijd ontkend. In 2014 verdronk een soldaat toen zijn boot kapseisde, en werd het bestaan van de militaire basis toegegeven. Sindsdien wordt het kamp gewoon in de pers genoemd.
Ten zuiden van het kamp bevindt zich een vliegbasis.